# A.J. Lamas
Alvaro Joshua Lamas (ur. 19 grudnia 1983 w Los Angeles w stanie Kalifornia) – amerykański aktor telewizyjny i filmowy.

## Życiorys
Jest synem publicystki Michele Cathy Smith i amerykańskiego aktora filmów klasy „B” oraz gwiazdora kina akcji Lorenzo Lamasa. Ma młodszą siostrę Shayne (ur. 1985). Ukończył Lake Havasu High School.
Rozpoczął karierę jako model, zanim po raz pierwszy pojawił się na małym ekranie w serialu telewizyjny kanału Fox Rodzina, ach, rodzina (American Family, 2002) jako Cisco Gonzales. W 2003 otrzymał tytuł Mistera Złotego Globu. Potem dołączył do obsady opery mydlanej CBS As the World Turns (2004-2005) jako Rafael Ortega. Na kinowym ekranie zadebiutował rolą Diego, studenta próbującego uwolnić akademik od kłopotliwego ducha małej dziewczynki, w horrorze Seans (Séance, 2006) u boku Adriana Paula.
W 2009, między innymi wraz z ojcem, brał udział w reality show Shayne Lamas i spółka (Leave It to Lamas), emitowanym przez stację E! Entertainment. Program nie był wysoko notowany wśród telewidzów i został zdjęty z anteny po ośmiu nadanych odcinkach.